# バラの聖母 (ラファエロ)

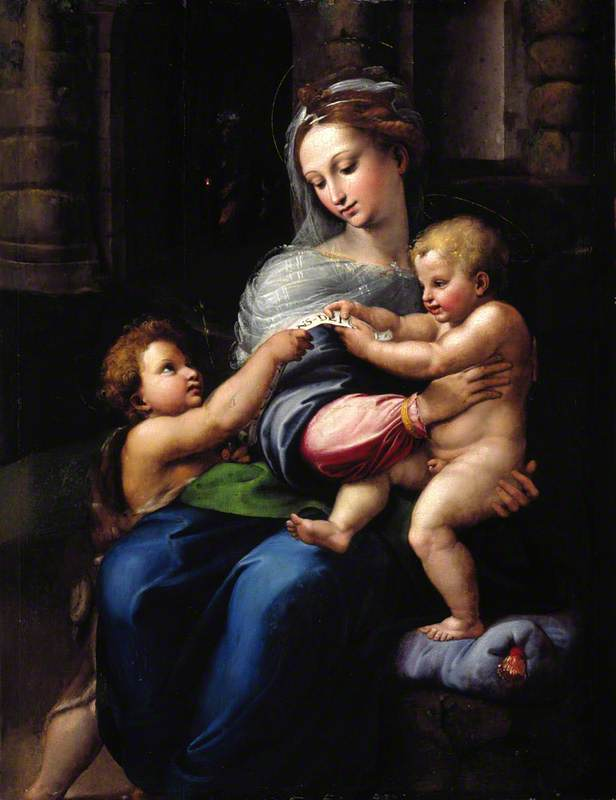
ジュリオ・ロマーノ『聖家族と幼児の洗礼者聖ヨハネ』1518年頃から1523年頃。スコットランド国立美術館所蔵。

『バラの聖母』（バラのせいぼ、西: Virgen de la Rosa, 英: Madonna of the Rose）として知られる『聖家族と幼児の洗礼者聖ヨハネ』（西: Sagrada Familia con San Juanito, 英: The Holy Family with the Infant Saint John the Baptist）は、盛期ルネサンスのイタリアの巨匠ラファエロ・サンツィオが1517年頃に制作した絵画である。油彩。主題は聖家族で、画面下にバラの花が描かれていることからこの名前がある。おそらく礼拝堂の祭壇画として制作されたが、制作経緯や発注者については不明である。現在はマドリードのプラド美術館に所蔵されている。

## 作品
ラファエロは幼児の洗礼者聖ヨハネをともなう聖母マリアと聖ヨセフ、幼児のイエス・キリストを描いている。聖母マリアはイエスを抱き、メランコリックな眼差しを聖ヨハネに投げかけながら、上半身をねじって我が子を自分の左側に置いている。その様子はまるで反対側にいる聖ヨハネからイエスを遠ざけようとするかのようである。聖ヨハネはラテン語で「神の仔羊」と記された紙片を持った右手をイエスに向けて伸ばし、イエスもまたそれを両手でしっかりと掴んでいる。身を寄せる彼らの態度は親密であると同時に物憂げであり、幼い2人の幼児に待つ受難の未来を暗示している。イエスは左足を箱の上に乗せている。その場所にはまた1輪のバラの花が置かれている。
ラファエロはこの作品で部分的に自身のフィレンツェ時代の構図に戻っているが、色と光の扱いは同じくプラド美術館の1518年の『ラ・ペルラ』（Sagrada Familia, llamada la Perla）と似ており、レオナルド・ダ・ヴィンチとフラ・バルトロメオの影響を思わせる。形式的でシンプルなポーズおよび安定した配置は、作品の図像が過去の研究に基づいており、迅速に制作されたことを示唆している。限定された配色はラファエロの表現の妨げになっていない。描写は非常に注意深く、青色はピンク色の層に重なり、肌のトーンの着彩は非常に薄く行なわれている。また陰影と髪は『ラ・ペルラ』の透明感に接近している。
もともとパネルに描かれていたが、おそらく19世紀前半に支持体がキャンバスに変更された。このときもとの寸法である96.8 x 81.0cmから拡張されたが、下部にスペースが追加され、名前の由来となったバラの花が追加された可能性がある。元の支持体が現存していないことや表面が摩耗していることから、正確に制作年を判断することは困難だが、1517年頃の作品と考えられている。ラファエロへの帰属は疑問視されていないが、しかしラファエロの晩年の他の作品と同様に助手の関与が疑われている。

## 来歴
制作経緯については謎に包まれている。本作品を所有したと思われる人物が最初に歴史に現れるのは17世紀のアムステルダムである。1642年、ヴェンツェスラウス・ホラーは第21代アランデル伯爵トーマス・ハワードが所有した本作品と思われる絵画をもとにエングレービングを制作している。ところがスペインのバリャドリッドで活躍したフィレンツェの画家ベネディット・ラブヤテ（Beneditto Rabuyate）の1589年の遺言には6つ以上の本作品の複製が記載されていた。いずれにせよ、確実な最初の資料は1657年に絵画がエル・エスコリアル修道院にあったことを伝えている。

## 複製
ラファエロ後の複製として、ジュリオ・ロマーノのスコットランド国立美術館の『聖家族と幼児の洗礼者聖ヨハネ』と、ダニエレ・ダ・ヴォルテッラに帰属するドーリア・パンフィーリ美術館の 板絵の2つがある。